# Temporada 2010-11 de la NHL
La temporada 2010-2011 de la NHL es la número 93 de su historia. Es la cuarta temporada consecutiva que tiene su comienzo en Europa con los llamados NHL Premiere games. Estos NHL Premiere Games, están programados en ciudades que ya han acogido anteriormente partidos de la NHL. Son Helsinki en Finlandia, Estocolmo en Suecia y Praga en la República Checa. La temporada comenzó el 7 de octubre de 2010. El final del calendario de temporada regular concluye el 10 de abril de 2011.
El All-Star, en su 58.ª edición, se celebrará el 30 de enero de 2011, con sede en el RBC Center de Raleigh en el estado de Carolina del Norte, donde juegan como locales el equipo de los Carolina Hurricanes.

## Cambios en la liga

### Nuevos pabellones
Los Pittsburgh Penguins han cambiado su pabellón de juego para esta temporada 2010-2011. El antiguo Mellon Arena, más conocido como "El Igloo", que lleva viendo partidos de NHL desde la temporada 1967-1968, deja paso al nuevo Consol Enery Center con capacidad para 18.087 personas, que ha sido inaugurado de manera oficial el día 7 de octubre, con el partido entre los Pittsburgh Penguins y sus rivales los Philadelphia Flyers.

### Espacio salarial
Se ha incrementado para esta temporada el límite salarial para los equipos en 2.600.000$. Por lo tanto, el espacio salarial de la NHL para la temporada 2010/2011 está entre los 43.400.000$ y los 59.400.000$.

### NHL Draft 2010
El NHL Draft 2010 tuvo lugar en el pabellón Staples Center de Los Ángeles en el estado de California. Esta cancha, donde habitualmente juegan  Los Angeles Kings, vio como la primera elección, que correspondía a los Edmonton Oilers, fue para Taylor Hall.

### Cambios de uniformes
Numerosos equipos han anunciado planes para cambiar sus uniformes de juego para la temporada 2010-2011:
- Los Buffalo Sabres celebran su 40.º aniversario, volviendo a su antiguo logotipo de espadas cruzadas y la vestimenta que usaron entre las temporadas 1970 y 1996.

- Los Columbus Blue Jackets celebran su 10º aniversario, introduciendo una nueva vestimenta alternativa que se estrenará el día 26 de noviembre, cuando los Blue Jackets reciban a los Detroit Red Wings

- Los Philadelphia Flyers han adaptado su uniforme blanco usado en el NHL Winter Classic del 2010, como su nuevo uniforme de visitante, dejando el uniforme negro como vestimenta alternativa.

- Los New York Islanders han vuelto a los colores que usaban en la temporada 1972-1973.

- Los New York Rangers introducen un nuevo jersey alternativo, con sus colores característicos de local y visitante, y un nuevo logotipo con la Estatua de la Libertad y bajo ella las letras NYR.

- Los Toronto Maple Leafs renuevan su indumentaria, tanto para local como para visitante, volviendo a las características líneas horizontales en los jerséis.

- Otros equipos que han hecho cambios en sus indumentarias, para solo algunos partidos, son: Calgary Flames, Anaheim Ducks, Chicago Blackhawks, Los Angeles Kings, Dallas Stars y los Vancouver Canucks.

## Pretemporada

### Amistosos Europeos
Los 6 equipos que viajaron a Europa para comenzar la temporada con la llamada NHL Premiere Games, disputaron partidos amistosos de exhibición contra equipos europeos bajo el lema "NHL Premiere Challenge", acabando así la pretemporada antes del inicio del calendario regular. El récord de estos partidos fue de 6-1-0 favorable a los equipos NHL.
| Fecha     | Pabellón                     | Equipo Europeo | Equipo NHL            | Resultado |
| --------- | ---------------------------- | -------------- | --------------------- | --------- |
| October 2 | SAP Arena, Mannheim          | Adler          | San Jose Sharks       | 3-2 (SO)  |
| October 2 | The Odyssey, Belfast         | Giants Select  | Boston Bruins         | 5-1       |
| October 4 | Ice Palace, Saint Petersburg | SKA            | Carolina Hurricanes   | 5-3       |
| October 4 | Tampereen jäähalli, Tampere  | Ilves          | Minnesota Wild        | 5-1       |
| October 5 | Tipsport Arena, Liberec      | Bílí Tygři     | Boston Bruins         | 7-1       |
| October 5 | Malmö Arena, Malmö           | Redhawks       | Columbus Blue Jackets | 4-1       |
| October 6 | Arena Riga, Riga             | Dinamo         | Phoenix Coyotes       | 3-1       |

En negrita los ganadores de los encuentros

## Temporada regular

### Premiere Games
La temporada regular 2010-2011 comenzó en Europa, con los llamados "2010 Compuware NHL Premiere Games". Los Minnesota Wild y los Carolina Hurricanes jugaron 2 partidos los días 7 y 8 de octubre, en el Hartwall Areena de Helsinki, Finlandia. Los Columbus Blue Jackets y los San Jose Sharks jugaron 2 partidos los días 8 y 9 de octubre, en el Ericsson Globe de Estocolmo, Suecia. Por último, los Boston Bruins y los Phoenix Coyotes jugaron 2 partidos los días 9 y 10 de octubre, en el O2 Arena de Praga, República Checa.

### Comienzo de la NHL
Además de los llamados Premiere Games disputados en Europa, la temporada regular de la NHL arrancó el día 7 de octubre con 4 encuentros en territorio americano. 
En Canadá, se disputaron 2 encuentros: Los Toronto Maple Leafs recibían a los Montreal Canadiens, mientras que los Calgary Flames visitaban la pista de los Edmonton Oilers en la llamada Batalla de Alberta.
En Estados Unidos, se disputaron 2 encuentros: Los Pittsburgh Penguins estrenaban su nuevo pabellón contra los Philadelphia Flyers, al mismo tiempo que los Colorado Avalanche debutaban contra los campeones de la temporada pasada, los Chicago Blackhawks.

### Clasificaciones

#### Conferencia Este
| Posición | Conferencia Este      | PJ | G  | P  | TE | GF  | GC  | Pts |
| -------- | --------------------- | -- | -- | -- | -- | --- | --- | --- |
| 1        | Washington Capitals * | 82 | 48 | 23 | 11 | 224 | 197 | 107 |
| 2        | Philadelphia Flyers * | 82 | 47 | 23 | 12 | 259 | 223 | 106 |
| 3        | Boston Bruins *       | 82 | 46 | 25 | 11 | 246 | 195 | 103 |
| 4        | Pittsburgh Penguins   | 82 | 49 | 25 | 8  | 238 | 199 | 106 |
| 5        | Tampa Bay Lightning   | 82 | 46 | 25 | 11 | 247 | 240 | 103 |
| 6        | Montreal Canadiens    | 82 | 44 | 30 | 8  | 216 | 209 | 96  |
| 7        | Buffalo Sabres        | 82 | 43 | 29 | 10 | 245 | 229 | 96  |
| 8        | New York Rangers      | 82 | 43 | 29 | 5  | 233 | 198 | 93  |
| 9        | Carolina Hurricanes   | 82 | 40 | 31 | 11 | 236 | 239 | 91  |
| 10       | Toronto Maple Leafs   | 82 | 37 | 34 | 11 | 218 | 251 | 85  |
| 11       | New Jersey Devils     | 82 | 38 | 39 | 5  | 174 | 209 | 81  |
| 12       | Atlanta Trashers      | 82 | 34 | 36 | 12 | 223 | 269 | 80  |
| 13       | Ottawa Senators       | 82 | 32 | 40 | 10 | 192 | 250 | 74  |
| 14       | New York Islanders    | 82 | 30 | 39 | 13 | 229 | 264 | 73  |
| 15       | Florida Panthers      | 82 | 30 | 40 | 12 | 195 | 229 | 72  |

* Ganador de División
Hasta el día 17 de octubre de 2010

#### Conferencia Oeste
| Posición | Conferencia Este      | PJ | G  | P  | TE | GF  | GC   | Pts |
| -------- | --------------------- | -- | -- | -- | -- | --- | ---- | --- |
| 1        | Vancouver Canucks *   | 82 | 54 | 19 | 9  | 262 | 185  | 117 |
| 2        | San Jose Sharks *     | 82 | 48 | 25 | 9  | 248 | 213  | 105 |
| 3        | Detroit Red Wings *   | 82 | 47 | 25 | 10 | 261 | 241  | 104 |
| 4        | Anaheim Ducks         | 82 | 47 | 30 | 5  | 239 | 235  | 99  |
| 5        | Nashville Predators   | 82 | 44 | 27 | 11 | 219 | 194  | 99  |
| 6        | Phoenix Coyotes       | 82 | 43 | 26 | 13 | 231 | 226  | 99  |
| 7        | Los Angeles Kings     | 82 | 46 | 30 | 6  | 219 | 198  | 98  |
| 8        | Chicago Blackhawks    | 82 | 44 | 29 | 9  | 258 | 225  | 97  |
| 9        | Dallas Stars          | 82 | 42 | 29 | 11 | 227 | 233  | 95  |
| 10       | Calgary Flames        | 82 | 41 | 29 | 12 | 250 | 237  | 94  |
| 11       | Saint Louis Blues     | 82 | 38 | 33 | 11 | 240 | 234  | 87  |
| 12       | Minnesota Wild        | 82 | 39 | 35 | 8  | 206 | 233  | 86  |
| 13       | Columbus Blue Jackets | 82 | 34 | 35 | 13 | 215 | 258  | 81  |
| 14       | Colorado Avalanche    | 82 | 30 | 44 | 8  | 227 | 1288 | 68  |
| 15       | Edmonton Oilers       | 82 | 25 | 45 | 12 | 193 | 269  | 62  |

* Ganador de División
Hasta el día 17 de octubre de 2010

## Playoffs
|  | Octavos de final | Octavos de final    | Octavos de final |                     |   | Cuartos de final    | Cuartos de final | Cuartos de final |  |   | Semifinales         | Semifinales | Semifinales |  |    | Final         | Final | Final |  |
|  |                  |                     |                  |                     |   |                     |                  |                  |  |   |                     |             |             |  |    |               |       |       |  |
|  |                  |                     |                  |                     |   |                     |                  |                  |  |   |                     |             |             |  |    |               |       |       |  |
|  | 1                | Washington Capitals | 4                |                     |   |                     |                  |                  |  |   |                     |             |             |  |    |               |       |       |  |
|  | 1                | Washington Capitals | 4                |                     |   |                     |                  |                  |  |   |                     |             |             |  |    |               |       |       |  |
|  | 16               | New York Rangers    | 1                |                     |   |                     |                  |                  |  |   |                     |             |             |  |    |               |       |       |  |
|  | 16               | New York Rangers    | 1                |                     | 1 | Washington Capitals | 0                |                  |  |   |                     |             |             |  |    |               |       |       |  |
|  |                  |                     |                  |                     | 1 | Washington Capitals | 0                |                  |  |   |                     |             |             |  |    |               |       |       |  |
|  |                  |                     | 5                | Tampa Bay Lightning | 4 |                     |                  |                  |  |   |                     |             |             |  |    |               |       |       |  |
|  | 9                | Philadelphia Flyers | 5                | Tampa Bay Lightning | 4 | 4                   |                  |                  |  |   |                     |             |             |  |    |               |       |       |  |
|  | 9                | Philadelphia Flyers |                  |                     |   |                     |                  |                  |  |   |                     |             |             |  |    |               |       |       |  |
|  | 8                | Buffalo Sabres      | 3                |                     |   |                     |                  |                  |  |   |                     |             |             |  |    |               |       |       |  |
|  | 8                | Buffalo Sabres      | 3                |                     |   |                     |                  |                  |  | 5 | Tampa Bay Lightning | 3           |             |  |    |               |       |       |  |
|  |                  |                     |                  |                     |   |                     |                  |                  |  | 5 | Tampa Bay Lightning | 3           |             |  |    |               |       |       |  |
|  |                  |                     | 3                | Boston Bruins       | 4 |                     |                  |                  |  |   |                     |             |             |  |    |               |       |       |  |
|  | 5                | Boston Bruins       | 3                | Boston Bruins       | 4 | 4                   |                  |                  |  |   |                     |             |             |  |    |               |       |       |  |
|  | 5                | Boston Bruins       |                  |                     |   |                     |                  |                  |  |   |                     |             |             |  |    |               |       |       |  |
|  | 12               | Montreal Canadiens  | 3                |                     |   |                     |                  |                  |  |   |                     |             |             |  |    |               |       |       |  |
|  | 12               | Montreal Canadiens  | 3                |                     | 2 | Philadelphia Flyers | 0                |                  |  |   |                     |             |             |  |    |               |       |       |  |
|  |                  |                     |                  |                     | 2 | Philadelphia Flyers | 0                |                  |  |   |                     |             |             |  |    |               |       |       |  |
|  |                  |                     | 3                | Boston Bruins       | 4 |                     |                  |                  |  |   |                     |             |             |  |    |               |       |       |  |
|  | 13               | Pittsburgh Penguins | 3                | Boston Bruins       | 4 | 3                   |                  |                  |  |   |                     |             |             |  |    |               |       |       |  |
|  | 13               | Pittsburgh Penguins |                  |                     |   |                     |                  |                  |  |   |                     |             |             |  |    |               |       |       |  |
|  | 4                | Tampa Bay Lightning | 4                |                     |   |                     |                  |                  |  |   |                     |             |             |  |    |               |       |       |  |
|  | 4                | Tampa Bay Lightning | 4                |                     |   |                     |                  |                  |  |   |                     |             |             |  | E3 | Boston Bruins | 4     |       |  |
|  |                  |                     |                  |                     |   |                     |                  |                  |  |   |                     |             |             |  | E3 | Boston Bruins | 4     |       |  |
|  |                  |                     | O1               | Vancouver Canucks   | 3 |                     |                  |                  |  |   |                     |             |             |  |    |               |       |       |  |
|  | 3                | Vancouver Canucks   | O1               | Vancouver Canucks   | 3 | 4                   |                  |                  |  |   |                     |             |             |  |    |               |       |       |  |
|  | 3                | Vancouver Canucks   |                  |                     |   |                     |                  |                  |  |   |                     |             |             |  |    |               |       |       |  |
|  | 14               | Chicago Blackhawks  | 3                |                     |   |                     |                  |                  |  |   |                     |             |             |  |    |               |       |       |  |
|  | 14               | Chicago Blackhawks  | 3                |                     | 1 | Vancouver Canucks   | 4                |                  |  |   |                     |             |             |  |    |               |       |       |  |
|  |                  |                     |                  |                     | 1 | Vancouver Canucks   | 4                |                  |  |   |                     |             |             |  |    |               |       |       |  |
|  |                  |                     | 5                | Nashville Predators | 2 |                     |                  |                  |  |   |                     |             |             |  |    |               |       |       |  |
|  | 11               | San Jose Sharks     | 5                | Nashville Predators | 2 | 4                   |                  |                  |  |   |                     |             |             |  |    |               |       |       |  |
|  | 11               | San Jose Sharks     |                  |                     |   |                     |                  |                  |  |   |                     |             |             |  |    |               |       |       |  |
|  | 6                | Los Angeles Kings   | 2                |                     |   |                     |                  |                  |  |   |                     |             |             |  |    |               |       |       |  |
|  | 6                | Los Angeles Kings   | 2                |                     |   |                     |                  |                  |  | 1 | Vancouver Canucks   | 4           |             |  |    |               |       |       |  |
|  |                  |                     |                  |                     |   |                     |                  |                  |  | 1 | Vancouver Canucks   | 4           |             |  |    |               |       |       |  |
|  |                  |                     | 2                | San Jose Sharks     | 1 |                     |                  |                  |  |   |                     |             |             |  |    |               |       |       |  |
|  | 7                | Detroit Red Wings   | 2                | San Jose Sharks     | 1 | 4                   |                  |                  |  |   |                     |             |             |  |    |               |       |       |  |
|  | 7                | Detroit Red Wings   |                  |                     |   |                     |                  |                  |  |   |                     |             |             |  |    |               |       |       |  |
|  | 10               | Phoenix Coyotes     | 0                |                     |   |                     |                  |                  |  |   |                     |             |             |  |    |               |       |       |  |
|  | 10               | Phoenix Coyotes     | 0                |                     | 2 | San Jose Sharks     | 4                |                  |  |   |                     |             |             |  |    |               |       |       |  |
|  |                  |                     |                  |                     | 2 | San Jose Sharks     | 4                |                  |  |   |                     |             |             |  |    |               |       |       |  |
|  |                  |                     | 3                | Detroit Red Wings   | 3 |                     |                  |                  |  |   |                     |             |             |  |    |               |       |       |  |
|  | 15               | Anaheim Ducks       | 3                | Detroit Red Wings   | 3 | 2                   |                  |                  |  |   |                     |             |             |  |    |               |       |       |  |
|  | 15               | Anaheim Ducks       |                  |                     |   |                     |                  |                  |  |   |                     |             |             |  |    |               |       |       |  |
|  | 2                | Nashville Predators | 4                |                     |   |                     |                  |                  |  |   |                     |             |             |  |    |               |       |       |  |
|  | 2                | Nashville Predators | 4                |                     |   |                     |                  |                  |  |   |                     |             |             |  |    |               |       |       |  |
|  |                  |                     |                  |                     |   |                     |                  |                  |  |   |                     |             |             |  |    |               |       |       |  |